# Chris-Craft
Pour les articles homonymes, voir Craft.

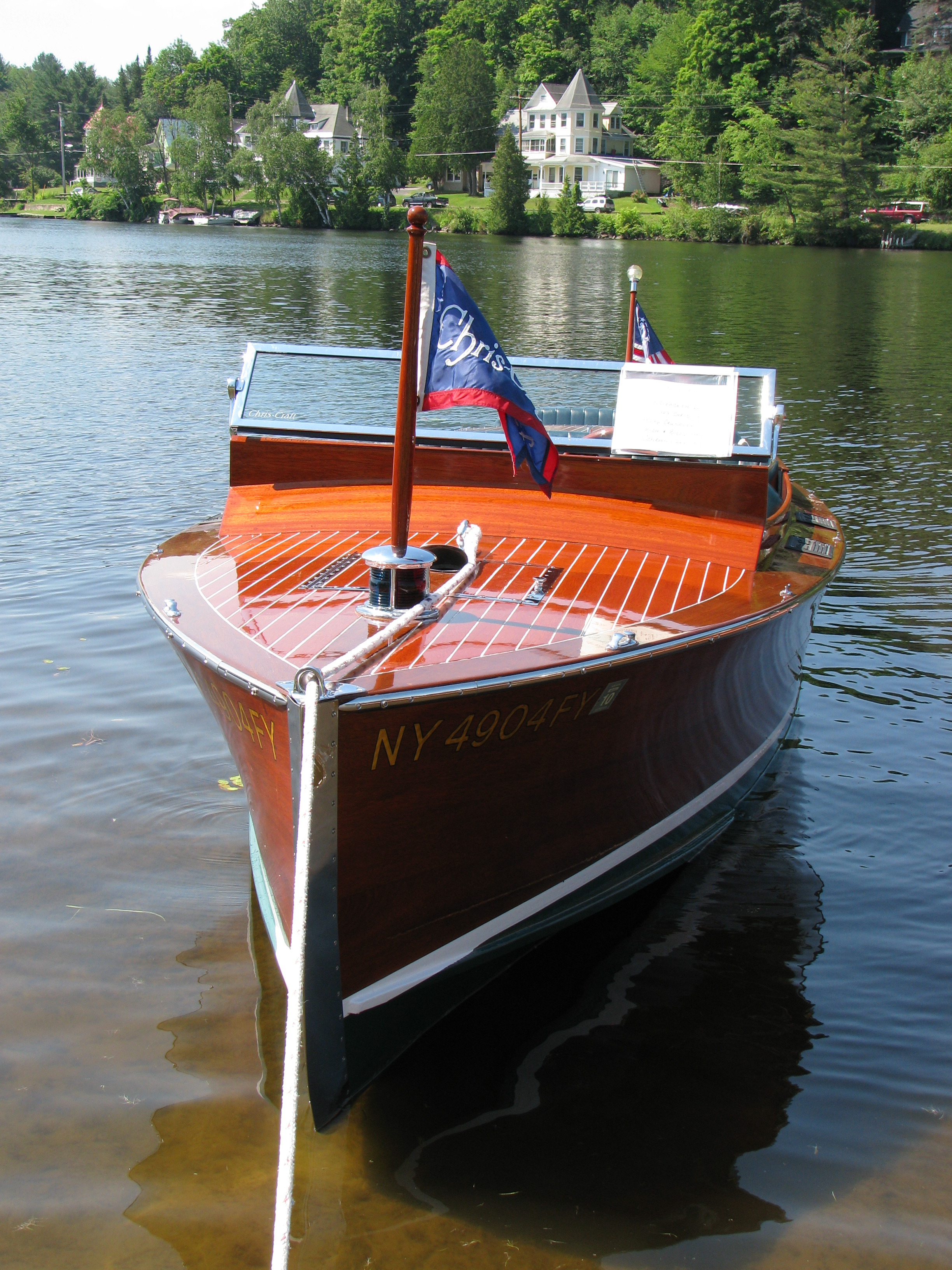
Un modèle Cadet de Chris-Craft de 1928.

Chris-Craft est une société privée américaine de construction de bateaux à moteur dont le siège est à Sarasota, Floride, aux États-Unis. La société a été fondée à la fin du XIXe siècle par Christopher Columbus Smith et son frère Hank. Elle a connu une grande renommée pour la qualité et l'esthétique de ses canots à moteur, recouverts de boiseries en acajou, notamment des années 1920 à 1950.
Face à la baisse des ventes due à la récession de la fin des années 1970 et du début des années 1980, Chris-Craft Industries vend sa division de bateaux à George Dale Murray et à un petit groupe d'investisseurs qui comprenait Dick Genth, F. Lee Bailey et Walt Schumacher en 1981. Chris-Craft Industries conserve la marque Chris-Craft et la concède sous licence à Murray.
Les ventes annuelles de Chris-Craft plafonnent en 1986 à environ 180 millions de dollars. Au fur et à mesure que l'entreprise grandit, George Dale Murray s'implique dans diverses entreprises immobilières, dont un investissement important dans l'American Community Development Group (ACDG). Cet investissement est un revers de fortune pour George Dale Murray, et dès 1986, il cherche à vendre ses actions dans Chris-Craft. George Dale Murray trouve un acheteur pour ses actions, Ghaith Pharaon. Ce dernier achète des actions dès 1986. En 1988, il possède environ 80 % de Murray Chris-Craft. En 1988, Ghaith Pharaon embauche des experts indépendants pour examiner les finances de l'entreprise. L'audit qui en résulte démontre de graves irrégularités comptables. Les experts estiment que l'entreprise avait 77 millions de dollars d'actifs et 40 millions de dollars de dettes. Pharaon, maintenant propriétaire majoritaire de Murray Chris-Craft, congédie George Dale Murray de l'entreprise et lui intente un procès pour 34 millions de dollars de dommages et 106 millions de dollars de dommages-intérêts punitifs.
En l'an 2000, la maison mère de Chris-Craft, Outboard Marine Corp., fait faillite et les actifs de la société sont rachetés aux enchères par Irwin M. Jacobs, qui revend ensuite la marque et les droits associés à deux passionnés : Stephen Julius et Steve Heese, qui rachèteront également en 2004 la fameuse marque de motos Indian.